# Joey Badass
Jo-Vaughn Virginie Scott (Nueva York, Nueva York, 20 de enero de 1995), conocido profesionalmente como Joey Badass (estilizado como Joey Bada$$ ), es un rapero, cantante y actor estadounidense. Nativo de Brooklyn, Nueva York, es miembro fundador del colectivo de hip-hop Pro Era, con el que ha lanzado tres mixtapes, así como numerosos proyectos en solitario.
Joey Badass lanzó su mixtape debut, 1999, en junio de 2012 con elogios y reconocimiento de la crítica, seguido de Rejex en septiembre y Summer Knights en julio de 2013. Su álbum debut de estudio, B4.Da.$$, fue lanzado en enero de 2015. En el 2016, hizo su debut televisivo en la serie Mr. Robot de USA Network. Su segundo álbum de estudio, All-Amerikkkan Badass, fue lanzado en abril de 2017. El 22 de julio de 2022 el artista lanzó el álbum 2000, su tercer álbum de estudio.

## Discografía
Álbumes de estudio
- 2015: B4.Da.$$
- 2017: All-Amerikkkan Badass
- 2022: 2000
- 2024: United States of Amerikkka

Mixtapes
- 2012: 1999
- 2012: Rejex
- 2013: Summer Knights

EP
- 2020: The Light Pack